# Erythridula lucileae
Erythridula lucileae är en insektsart som först beskrevs av Hepner 1976.  Erythridula lucileae ingår i släktet Erythridula och familjen dvärgstritar. Inga underarter finns listade i Catalogue of Life.